# Întorși dintre morți
Întorși dintre morți sau Întorși din morți (în engleză Diary of the Dead, cu sensul de Jurnalul morților, promovat și ca George A. Romero's Diary of the Dead) este un film american de groază din 2007, scris și regizat de George A. Romero. Deși produs ca un film independent, a fost distribuit în cinematografe de The Weinstein Company și a fost lansat la 15 februarie 2008 în cinematografe și la 20 mai 2008 pe DVD de Dimension Extreme și Genius Products.
Întorși dintre morți este a cincea parte din seria de filme cu zombi a lui Romero, Seria Morților Vii (în engleză Night of the Living Dead), care are loc la începutul apocalipsei zombi.

## Prezentare
Filmările unei echipe de știri prezintă o poveste despre un bărbat imigrant care și-a ucis soția și fiul înainte de a se sinucide. Fiul și soția se transformă în zombi și ucid membri ai personalului medical și ofițeri de poliție, dar un medic și un reporter sunt mușcați înainte de a fi uciși. Naratorul, Debra, explică că majoritatea filmărilor, care au fost înregistrate de cameraman, nu au fost niciodată difuzate.
Un grup de tineri studenți la cinematografie de la Universitatea din Pittsburgh se află în pădure, unde realizează un film de groază împreună cu consilierul lor de la facultate, Andrew Maxwell, când aud vești despre o aparentă revoltă în masă și numeroase crime. Doi dintre studenți, Ridley și Francine, decid să părăsească grupul, în timp ce directorul de proiect Jason merge să-și viziteze iubita Debra (naratorul). Când ea nu-și poate contacta familia, ei călătoresc spre casa părinților Debrei din Scranton, Pennsylvania. Pe drum, Mary trece peste un polițist din Pennsylvania reanimat și alți trei zombi. Grupul se oprește și Mary încearcă să se sinucidă. Prietenii ei o duc la un spital, unde descoperă alți morți transformați în zombi, iar apoi luptă pentru a supraviețui în timp ce călătoresc la părinții Debrei.
Mary devine un zombie și este ucisă de Maxwell. Mai târziu, Gordo este mușcat de un zombie și la scurt timp după aceea moare din cauza aceasta. Iubita lui Tracy îi roagă pe ceilalți să nu-l împuște imediat, dar mai târziu este forțată să-l împuște ea însăși. În curând, ei rămân blocați când se defectează alimentarea cu combustibil. Ei sunt atacați de zombi în timp ce Tracy repară autovehiculul cu ajutorul unui om surd Amish pe nume Samuel. Înainte de a scăpa, Samuel este mușcat și se sinucide cu o coasă ucigând și pe atacatorul său în același timp.
Când trec pe lângă un oraș, sunt opriți de un grup armat de supraviețuitori, liderul fiind membru al Gărzii Naționale. Acolo, Debra primește un mesaj de la fratele ei mai mic, care o informează că el și părinții lor erau într-o tabără în Virginia de Vest în momentul atacurilor inițiale și că acum se îndreaptă spre casă. Studenții pleacă apoi spre casa Debrei.
Singura lor sursă sigură de informații este acum Internetul, cu ajutorul bloggerilor. Când ajung la casa Debrei, își găsesc mama și fratele transformați în zombi, hrănindu-se cu tatăl ei. Ei scapă din casă și sunt opriți de trupe ale Gărzi Naționale, care îi jefuiesc, lăsându-le doar armele și cele două camere. (Povestea acestora este continuată în Survival of the Dead) 
Ei ajung la conacul lui Ridley, unde Ridley explică că părinții lui, personalul și Francine au fost uciși și el i-a îngropat în spate. Ridley le arată lui Debra și Tony trupurile în piscina familiei sale.
Ridley îi abandonează apoi pe Debra și Tony și se dezvăluie că a fost mușcat și el de un zombi, acest lucru explicând comportamentul său ciudat. Ridley moare curând, se întoarce ca un zombie, îl ucide pe Eliot și îi atacă pe Tracy și Jason. Jason este capabil să-l distragă pe Ridley suficient de mult pentru ca Tracy să scape în ultimul moment. Supărată pe Jason pentru că nu a lăsat videocamera jos să o ajute, Tracy îi părăsește cu rulota grupului. Supraviețuitorii rămași se ascund într-un adăpost din interiorul casei, cu excepția lui Jason, care a părăsit grupul pentru a continua filmările și este ulterior atacat și infectat de Ridley. Maxwell îl ucide pe Ridley cu o sabie antică, iar Debra îl eutanasiează pe Jason, în timp ce continuă să filmeze. Mai târziu, un număr mare de zombi încep să atace conacul, forțând supraviețuitorii să se adăpostească în camera de panică a conacului.

## Distribuție
- Michelle Morgan - Debra Moynihan
- Joshua Close - Jason Creed
- Shawn Roberts - Tony Ravello
- Amy Lalonde - Tracy Thurman
- Joe Dinicol - Eliot Stone
- Scott Wentworth - Andrew Maxwell
- Philip Riccio - Ridley Wilmott
- George Buza - Biker
- Tatiana Maslany - Mary Dexter[11]
- R. D. Reid - Samuel
- Tino Monte - Newscaster
- Megan Park - Francine Shane
- Martin Roach - Stranger
- Alan van Sprang - Sergeant "Nicotine" Crockett
- Matt Birman - Zombie Trooper
- Laura DeCarteret - Bree
- Janet Lo - Asian Woman
- Rebuka Hoye - Zombie
- Todd William Schroeder - Brody
- Alexandria DeFabiis - Zombie
- Nick Alachiotis - Fred
- George A. Romero - Chief of Police
- Boyd Banks - Armorist
- Gregory Nicotero - Zombie Surgeon
- Chris Violette - Gordo Thorsen

Quentin Tarantino, Wes Craven, Guillermo del Toro, Simon Pegg și Stephen King interpretează vocea prezentatorilor TV de știri.